# Čebyševova funkce
Čebyševovy funkce jsou dvě navzájem příbuzné aritmetické funkce, které se v teorii čísel často používají, zejména při studiu rozložení prvočísel. Jsou pojmenovány po ruském matematikovi Pafnutiji Čebyševovi.

## První Čebyševova funkce
První Čebyševova funkce {\displaystyle \vartheta (x)} je definována jako
{\displaystyle \vartheta (x)=\sum _{p\leq x}\log p},
kde {\displaystyle p} jsou prvočísla menší nebo rovna {\displaystyle x} a {\displaystyle \log } značí přirozený logaritmus.

## Druhá Čebyševova funkce
Druhá Čebyševova funkce {\displaystyle \psi (x)} má několik ekvivalentních zápisů:
{\displaystyle \psi (x)=\sum _{n\leq x}\Lambda (n)=\sum _{k\in \mathbb {N} }\sum _{p^{k}\leq x}\log p=\sum _{p\leq x}\left\lfloor \log _{p}x\right\rfloor \log p},
kde {\displaystyle \Lambda (n)} je von Mangoldtova funkce.

## Vzájemný vztah funkcí
Druhou Čebyševovu funkci lze vyjádřit pomocí první takto:
{\displaystyle \psi (x)=\sum _{p\leq x}k\log p}
kde k je jediné přirozené číslo, pro které platí {\displaystyle p^{k}\leq x<p^{k+1}}.
Mezi druhou a první Čebyševovou funkcí existuje také přímý vztah::
{\displaystyle \psi (x)=\sum _{n=1}^{\infty }\vartheta \left(x^{\frac {1}{n}}\right).}
Tento nekonečný součet však ve skutečnosti obsahuje jen konečný počet nenulových členů. Důvodem je, že výraz {\displaystyle \vartheta (x^{\frac {1}{n}})} je roven nule, jakmile {\displaystyle x^{\frac {1}{n}}<2}, protože funkce {\displaystyle \vartheta (y)} je definována jako součet {\displaystyle \log p} přes všechna prvočísla {\displaystyle p\leq y}, přičemž ale žádné prvočíslo není menší než {\displaystyle 2}.
Z toho plyne, že členy součtu mizí, jakmile
{\displaystyle x^{1/n}<2\quad \Leftrightarrow \quad n>{\frac {\log x}{\log 2}}=\log _{2}x.}
Takže pro {\displaystyle n>\log _{2}x} je hodnota {\displaystyle \vartheta (x^{\frac {1}{n}})=0}, a tedy i členy v součtu jsou nulové. Proto má tento součet jen přibližně {\displaystyle \log _{2}x} nenulových členů.

## Explicitní vzorec pro druhou Čebyševovu funkci
V roce 1894 matematik Hans Carl Friedrich von Mangoldt dokázal, že Čebyševovu druhou funkci {\displaystyle \psi (x)} lze předepsat explicitně pomocí součtu přes všechny netriviální nuly Riemannovy zeta funkce:
{\displaystyle \psi (x)=x-\sum _{\rho }{\frac {x^{\rho }}{\rho }}-\log(2\pi )-{\frac {1}{2}}\log \left(1-{\frac {1}{x^{2}}}\right),}
kde {\displaystyle \rho } značí netriviální nuly Riemannovy zeta funkce, tj. komplexní čísla {\displaystyle \rho } pro která platí {\displaystyle \zeta (\rho )=0} a zároveň {\displaystyle 0<\operatorname {Re} (\rho )<1}.